# استیون گری
استیون گری (انگلیسی: Steven Geray; ۱۰ نوامبر ۱۹۰۴ – ۲۶ دسامبر ۱۹۷۳) یک هنرپیشه اهل ایالات متحده آمریکا بود.
از فیلم‌ها یا برنامه‌های تلویزیونی که وی در آن نقش داشته است می‌توان به گیلدا، طلسم‌شده، خانه‌ای در تلگراف هیل، در مکانی پرت، شبح اپرا، ماه و شش پشیز، نوعی لبخند و دختران امروزی اشاره کرد.

## زندگی شخصی
گری در لس آنجلس، کالیفرنیا درگذشت. او را سوزاندند و خاکسترش را به همسرش دادند.